# 基維查山
15°31′14″S 71°45′33″W / 15.52056°S 71.75917°W

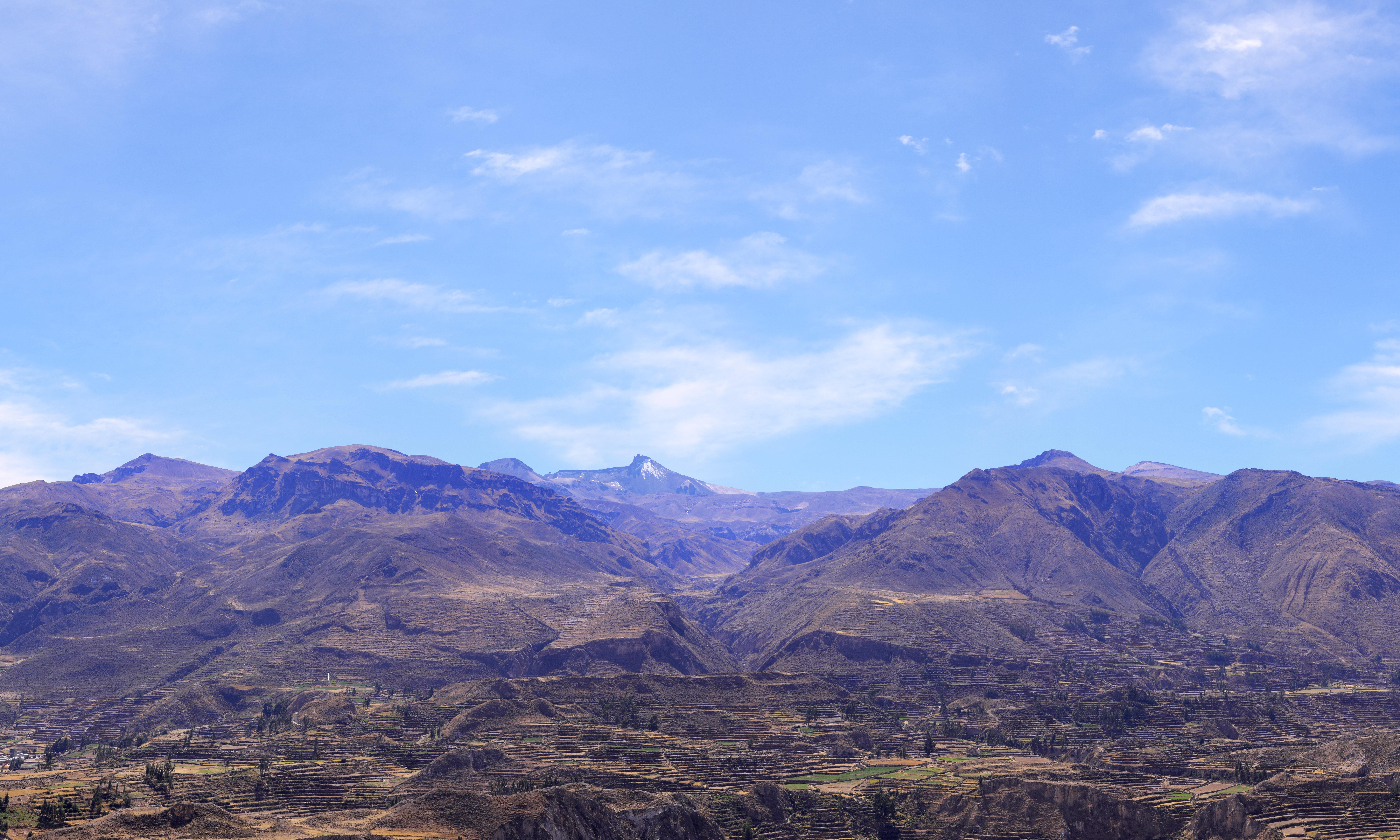

基維查山（Quehuisha），是秘魯的山峰，位於該國南部阿雷基帕大區的卡伊尤馬省，屬於安第斯山脈中奇拉山脈的一部分，海拔高度約5,514米。